# Bryndum
Bryndum er en landsby i Sydvestjylland med 533 indbyggere  (2024), beliggende i Bryndum Sogn som satellitby til Esbjerg. Landsbyen ligger i Esbjerg Kommune og tilhører Region Syddanmark. Ca. midt i Bryndum finder man Bryndum Kirke.

## Historie
Bryndum er en af Esbjerg-egnens ældste byer. Stednavnet Bryndum kan føres tilbage til 1289, hvor det hed Brunnum, og kommer af "brun", der betyder brønd eller kilde og endelsen -um, der kommer af det tyske "heim", altså "hjem" . Kirken er fra ca. 1250.
Byen blev udskiftet den 14. august 1784. På det tidspunkt lå landsbyen samlet omkring landsbydammen, med en fælles brønd . I byen findes en mindesten, der blev rejst i nyere tid over kong Christian 3., der to gange besøgte byen i hhv. 1536 og 1539.
Bryndum Skole ligger i Tarp, en anden by nogle få hundrede meter tættere på Esbjerg.